# Мидон, Феликс
Феликс-Николя-Жозеф Мидон (фр. Félix-Nicolas-Joseph Midon M.E.P., 7.05.1840 г., Франция — 12.04.1893 г., Марсель — католический прелат, первый епископ Осаки с 15 июня 1891 года по 12 апреля 1893 год, член миссионерской конгрегации «Парижское общество заграничных миссий».

## Биография
21 мая 1864 года Феликс Мидон был рукоположён в священника в миссионерской конгрегации «Парижское общество заграничных миссий», после чего он был отправлен на Дальний Восток.
23 марта 1888 года Римский папа Лев XIII назначил Феликса-Николя-Жозе Мидона апостольским викарием апостольского викариата Центральной Японии и титулярным епископом Цезарополиса. 11 июня 1888 года состоялось рукоположение Феликса Мидона в епископа, которое совершил апостольский викарий апостольского викариата Северной Японии и титулярный епископ Арсиноэ Аркадийского Пьер-Мари Осу в сослужении с апостольским викарием апостольского викариата Южной Японии и титулярным епископом Акмонии Жюлем-Альфонсом Кузеном.
15 июня 1891 года Римский папа Лев XIII назначил Феликса Мидона епископом Осаки.
Скончался 12 апреля 1893 года в городе Марселя.